# Pave Clemens 14.
Clemens 14. (el. Klemens XIV) med døbenavnet Giovanni (Gian) Vincenzo Antonio Ganganelli (født 31. oktober 1705 i Sant' Arcangelo di Romagna ved Rimini i Italien, død 22. september 1774 i Rom), var den katolske kirkes pave fra 19. maj 1769 til sin død, og han var den 249. pave i paverækken.
Ganganelli blev munk i et franciskanerkloster i 1723. Han var rådgiver for Inkvisitionen, og blev udnævnt som kardinal i 1759. Efter en mere end tre måneder lang konklave (pavevalg) blev han valgt som pave den 19. maj 1769. Han opløste jesuiterordenen i 1773, hvorefter alle jesuittersamfund undtagen i Hviderusland blev lukket.
Efter Clemens' død gik der rygter om, at han var blevet forgivet af jesuitterne, fordi han året før havde ophævet ordenen. På sit dødsleje udtalte han: "Jeg drager mod evigheden, og jeg ved hvorfor!" Da hans lig meget hurtigt gik i opløsning, tog man det som bevis for, at hans mistanke var korrekt. Sandsynligvis døde han dog af en lungebetændelse, han pådrog sig, da han var redet til S. Maria sopra Minerva i øsende regnvejr for at forestå uddelingen af brudeudstyrs-legater på Mariæ bebudelsesdag. 
Ingen senere pave har valgt pavenavnet Clemens.